# Erik Östlund
Erik Agne Östlund, född 23 september 1962 är en tidigare svensk längdskidåkare. 
Östlund tävlade i världscupen mellan åren 1983 och 1987. Hans bästa resultat kom 1983 då han slutade trea i en världscuptävling. 
Östlunds största merit är guldet på 4 x 10 km vid VM 1987 där han körde startsträckan. Östlund var även med i stafettlaget två år tidigare som blev trea. Han gjorde sig känd som en erkänt duktig startman men en sjukdom gjorde att han tvingades sluta kort efter världsmästerskapet. Även om han var stark på startsträckan var han också en mycket stark spurtare och såg till att föra sitt klubblag Dala-Järna till ett par SM-guld i stafett i mitten av 80-talet. Alla som var på plats under skid-SM 1986 i Garphyttan minns den rasande spurtstrid han hade mot Domnarvets Thomas Eriksson, där Östlund vann med bara några decimeters marginal och blev omkramad av en minst sagt överlycklig Gunde Svan
I mitten av 90-talet arrangerade han två år i följd skidtävlingar på midsommardagen runt hembygdsgården i Segersta socken med hela världseliten på plats. Under granris och torv hade han sparat 500 kubikmeter snö från vintern och spred ut det till en 400 meter lång bana. Till Segersta lockade han bland annat världsstjärnor som Vladimir Smirnov, Silvio Fauner, Torgny Mogren och Jelena Välbe. 
Tillsammans med makan Marie-Helene Östlund driver han restaurang och konferensanläggningen Kungsholmen som ligger i sjön Bergviken i Segersta, Bollnäs kommun i Hälsingland.